# Somersault (Sängerin)
Somersault (* 30. Dezember 1969 als Gudrun Allwang, bürgerlich Gudrun Mittermeier) ist eine deutsche Sängerin.

## Leben
Gudrun Mittermeier hat Physik studiert. 1998 heiratete sie ihren langjährigen Freund, den Komiker Michael Mittermeier. Bekannt wurde sie 2001 als Somersault durch ihre erste Single Way to Mars, die sie zusammen mit Xavier Naidoo aufnahm. Ursprünglich war es ein Beitrag für ein Musikprojekt ihres Mannes mit dem Titel Mittermeier & Friends. Neben der Kooperation mit Naidoo waren auch die Stücke Make Me Laugh und Say Goodbye von Somersault dabei.
Nach dem Erfolg der Single-Auskopplung erschien Ende 2003 das Soloalbum By Your Side; im Mai 2006 folgte das zweite Album Paperwalls. 2008 wurde sie Mutter einer Tochter. Ihr drittes Album, The Solitude & Me, erschien am 3. September 2010. Sie war außerdem Regieassistentin bei Mittermeiers Bühnenprogrammen Back To Life, Paranoid, StandUp und Safari. Der Song Fade Away ist der Titeltrack des Films Goethe!.

## Diskografie

### Alben
- 2003: By Your Side
- 2006: Paper Walls
- 2010: The Solitude & Me
- 2016: Mitternach (als Gudrun Mittermeier)
- 2020: Seeheim (als Gudrun Mittermeier)

### Singles
| Jahr | Titel Album                       | Höchstplatzierung, Gesamtwochen, AuszeichnungChartsChartplatzierungen (Jahr, Titel, Album, Platzierungen, Wochen, Auszeichnungen, Anmerkungen) | Anmerkungen                                           |
| Jahr | Titel Album                       | DE | Anmerkungen                                           |
| ---- | --------------------------------- | --- | ----------------------------------------------------- |
| 2001 | Way to Mars Mittermeier & Friends | DE30 (13 Wo.)DE | Erstveröffentlichung: 11. Juni 2001 mit Xavier Naidoo |

Weitere Singles
- 2003: Symphony
- 2006: Break the Wave